# 베이피아오사우루스
베이피아오사우루스(Beipiaosaurus)는 중생대 백악기 전기(약 1억 2,500만년 전~1억년 전), 오늘날 아시아대륙에서 서식한 2족보행의 초식공룡이다. '용반류'-'수각아목'-'테리지노사우루스과'에 속한다. 학명은 "베이퍄오의 도마뱀"으로 화석이 발견된 중국의 지명에서 유래되었다. 전체 몸 길이는 약2.2m~3m, 체중은 85kg~100kg정도로 추정되고, 이것은 테리지노사우루스과에서는 비교적 소형에 속한다. 화석이 발견된 곳은 중국의 랴오닝성이다. 머리부분은 가늘고 긴 삼각형 모양이고, 턱에는 작은 이빨이 있다. 몸 전체에 깃털이 있고, 긴 앞다리에는 조류와 날개와 같은 새털이 있지만, 그 길이가 짧아서 날지는 못했다. 뒷다리는 짧고 폭이 넓어서 빠르게 달리지도 못했을 것으로 추정된다. 꼬리도 짧은 편이다.